# Верещагин, Александр Степанович
Алекса́ндр Степа́нович Вереща́гин (30 августа [11 сентября] 1835, Уржум, Вятская губерния — 5 [18] декабря 1908, Вятка) — русский историк Вятского края, археограф, педагог, выдающийся краевед, статский советник.

## Биография
Александр Степанович происходил из семьи дьякона Воскресенской церкви г. Уржум, Вятской губернии. Он окончил Нолинское духовное училище, затем, в 1854 году, Вятскую духовную семинарию, после чего правлением семинарии в качестве одного из лучших учеников был направлен за казённый счет продолжать духовное образование в Казанскую духовную академию, которую окончил в июне 1858 года. Соучеником А. С. Верещагина по этому учебному заведению был известный историк раскола А. П. Щапов, окончивший академию в 1857 году и тогда же начавший преподавательскую деятельность в своей alma mater. Под влиянием А. П. Щапова А. С. Верещагин приступил к изучению вятской истории.
1 сентября 1858 года на конференции академии молодой учёный был утверждён в степени кандидата богословия. Двумя неделями ранее, 19 августа, он был назначен учителем всеобщей истории и греческого языка в Самарскую духовную семинарию. В течение полутора лет после этого он сменил там несколько должностей, пока в феврале 1860 года не оставил Самару, изъявив желание отправиться в Вятскую духовную семинарию. С 24 февраля 1860 года Александр Степанович преподавал в Вятке латынь и патристику, но и в Вятской семинарии он также поменял несколько должностей или объединял их одновременно по 2—3: преподаватель французского языка, библиотекарь, помощник инспектора. Биограф Верещагина А. А. Шубин, отмечая склонность Александра Степановича к частой смене мест и должностей, объяснял это явление желанием забыться в работе после смерти жены. С 25 ноября 1863 года, помимо работы в Вятской семинарии, Верещагин начал редактировать неофициальную часть «Вятских губернских ведомостей», а с 26 февраля 1864 года и вовсе покинул семинарию.
Александр Степанович стал полноправным редактором «Вятских губернских ведомостей» и начальником газетного стола при Вятском губернском правлении. Одновременно он сотрудничал во вновь открытой газете «Вятские епархиальные ведомости». Тогда же он был избран действительным членом Вятского губернского статистического комитета — круг общественных интересов его многообразен. Но и редакторская деятельность Верещагина продолжалась недолго, уже 1 августа 1865 года он оставил пост редактора и возвратился в сферу просвещения, он определился преподавателем латыни в Вятскую губернскую гимназию, через год он уже работал преподавателем русского языка и словесности в Вятской Мариинской женской гимназии. Ещё спустя год, 1 августа 1867 года, он возвратился в Вятскую духовную семинарию, где вновь преподавал латынь.
6 февраля 1880 года указом Святейшего Синода А. С. Верещагин назначен исполняющим должность инспектора Пермской духовной гимназии, но менее чем через полгода, 19 июля, возвратился в Вятскую духовную семинарию на прежнюю должность преподавателя латинского языка. 4 августа 1882 года он назначен смотрителем Вятского духовного училища. Ещё два года спустя назначен членом Вятского Епархиального училищного совета, но летом 1887 года вышел в отставку и полностью посвятил себя научной деятельности.
По своим политическим взглядам А. С. Верещагин не принадлежал ни к одной из политических партий России, но по основным убеждениям ближе всего находился к шестидесятникам, сохраняя при этом самостоятельный образ мысли. Александр Степанович состоял в браке, но жена умерла менее чем через год после свадьбы, оставив ему новорождённую дочь Евгению Александровну. 28 июля 1885 года дочь вышла замуж за надворного советника и преподавателя Вятского духовного училища Александра Николаевича Вечтомова, ставшего в 1909 году священником Николаевской церкви в Елабуге. Умер Александр Степанович 5 декабря 1908 года в Вятке от простуды, осложнившейся воспалением лёгких. Гроб с телом Верещагина несли члены Вятской учёной архивной комиссии во главе с губернатором С. Д. Горчаковым. Именем Александра Верещагина названа одна из улиц в городе Кирове.

## Вклад в историческую науку

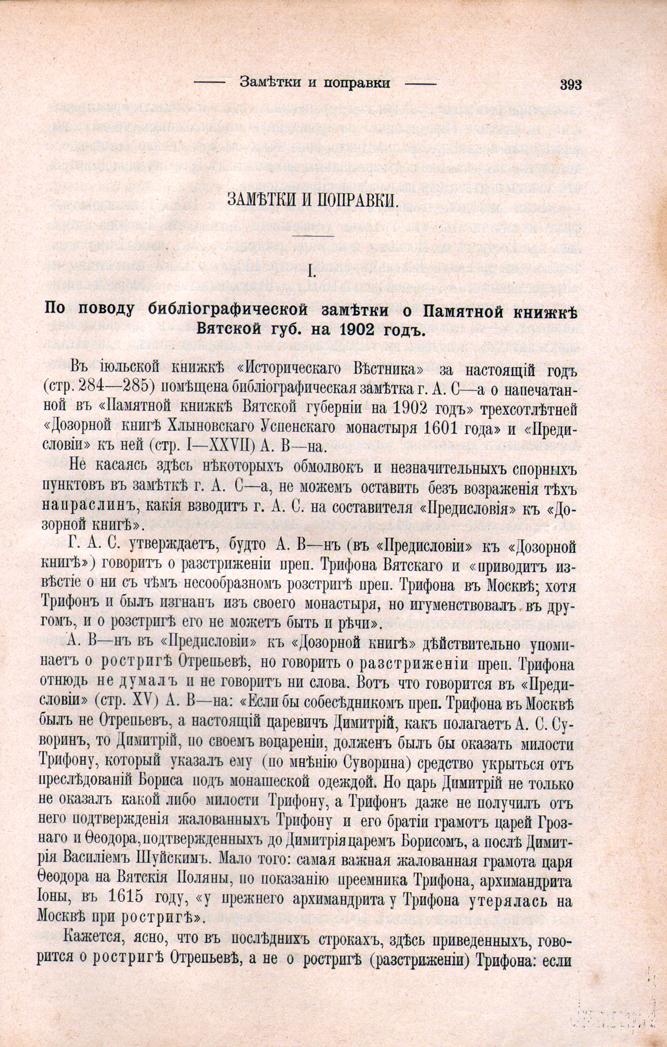
Верещагин публиковался не только в местной прессе. Полемический выпад против вятского историка А. А. Спицына (псевдоним «А. С.») он напечатал на страницах столичного «Исторического вестника», 1902

Научно-изыскательская деятельность А. С. Верещагина началась ещё тогда, когда он работал педагогом, преимущественно в каникулярное время. Он изучал местные и столичные архивы: архив Святейшего Синода, архив Министерства юстиции, отдел рукописей Императорской публичной библиотеки в Петербурге, архив Румянцевского музея Москвы. Результаты своих научных изысканий учёный публиковал в различных вятских периодических изданиях. Эти работы касались по преимуществу истории родного Вятского края.
Готовя к публикации свои работы, он столкнулся с недостатком средств на их издание, и тогда он пришёл к мысли о необходимости учреждения Вятской учёной архивной комиссии (ВУАК), о чём он возбудил необходимое ходатайство. Его инициатива увенчалась успехом, и 28 ноября 1904 года Вятская учёная архивная комиссия была открыта, а Александр Степанович был утверждён её заместителем председателя и редактором «Трудов ВУАК» (председателем был утверждён видный вятский историк и статистик Н. А. Спасский).
Труды Архивной комиссии выходили ежегодно в объёме от четырёх до шести объёмных выпусков. Они отличались глубиной и обстоятельностью исторической проработки и разнообразием содержания, в основном «Труды Вятской учёной архивной комиссии» состояли из работ самого А. С. Верещагина. Публикации остальных членов Комиссии составляли лишь весьма незначительную часть «Трудов ВУАК».
Историком были изучены и опубликованы большинство рукописных источников по раннему периоду вятской истории XIV—XVII веков, в частности «Повесть о стране Вятской». Он является автором многочисленных работ по истории древней Вятки, Вятской епархии, о выдающихся вятчанах, оставивших свой след в истории и культуре края. Историческим работам А. С. Верещагина присуща фактическая достоверность и точность. Их обширная публикация в «Трудах Вятской учёной архивной комиссии» фактически позволила заложить, по мнению В. А. Бердинских, «мощную источниковую базу местной историографии».
Работы А. С. Верещагина удостоились положительных отзывов на страницах «Журнала Министерства народного просвещения» и «Исторического вестника». Начало признания А. С. Верещагина-историка произошло в 1887 году в Ярославле на VII Археологическом съезде, куда он был командирован Вятским статистическим комитетом. 17 августа им были прочитаны два реферата по истории древней Вятки: «Заселена ли была Вятка новгородскими выходцами в XII веке?» и «Откуда почерпнуты и насколько достоверны вообще показания „Вятского летописца“». В своём докладе он подверг основательной критике бытовавшее со времён Н. М. Карамзина мнение о том, что история Вятки ведёт своё начало с XII века. Это мнение укоренилось на основании свидетельства так называемого «Вятского летописца» (памятник вятской письменности XVII—XVIII столетий «Повесть о стране Вятской»). Его придерживались историки А. И. Вештомов, М. П. Погодин, Н. И. Костомаров, А. И. Герцен, С. М. Соловьев, В. О. Ключевский. А. С. Верещагин сумел доказать полную несостоятельность этого мнения и обосновал возникновение русских поселений на Вятке начиная лишь с XIV века.
Позднее, в 1905 году, в статье «Из истории древнерусской Вятки: I. Вопрос о первоначальном заселении Вятки Русью», говоря об Ипатьевской летописи (доведена до 1292 г.), Лаврентьевской (1112—1305 гг.) и Новгородской первой летописи по Синодальному списку (до 1333 г.), А. С. Верещагин резюмировал: 

Молчание этих летописей о Вятке объясняется просто тем, что говорить о ней им было нечего: «русской Вятки» до времени, когда закончены указанные летописи, ещё не существовало, и никаких следов жительства на берегах Вятки … мы решительно не находим. Но как только появляется русская жизнь на Вятке, начинают говорить и о вятчанах последующие летописи. Автор настоящего труда 44 года искал этих следов, и не нашёл; он был бы очень рад, если бы ему дали хотя какие-нибудь достоверные указания на жительство русских по берегам Вятки до половины XIV века.— А. С. Верещагин: «Из истории древнерусской Вятки»: I. «Вопрос о первоначальном заселении Вятки Русью». — Вятка, 1905. 55 стр.
Два реферата А. С. Верещагина при закрытии съезда в Ярославле были признаны образцовой исторической работой, «произведшей бесповоротную перемену во взглядах науки на затронутый ими вопрос и окончательный поворот во всех дальнейших работах по истории Вятки и новгородской колонизации на востоке». Председательствоваший на Археологическом съезде известный историк И. Е. Забелин в заключительном слове сказал: «Мы не можем не радоваться таким исследованиям, какие были рассказаны нам, например, о Сильвестре Медведеве — первом библиографе и летописце вятском и сказаниях его, о попе Богомиле или Еремее. Подобные образцовые труды, конечно, составляют нашу жатву». Выступление в Ярославле принесло историку славу серьёзного учёного. Императорское московское археологическое общество просило его предоставить ему прочитанные на съезде рефераты. Ростовский музей церковных древностей избрал его в число своих членов. Так же поступила и Нижегородская учёная архивная комиссия.
В ряде последующих работ историк вновь и вновь обращался к анализу и критике свидетельства «Вятского летописца»:

Таким образом, оставя показание «Повести» о походе новгородцев на Вятку в 1174 году, как не только неподтверждаемое, но и прямо опровергаемое другими вполне достоверными показаниями, приходится принять показание летописей о приходе на Вятку новгородцев в 1374 году, действительность которого не возбуждает никаких сомнений и подтверждается дальнейшими летописными известиями вполне достоверными.— А. С. Верещагин, «Послесловие к Повести» // Труды ВУАК, 1905. — Вып. III, отд. 2. — С. 97.
«В первый раз о появлении русских на Вятке мы читаем в пяти летописях под 1374 годом», — писал он в другой работе. Согласно его выводам, первыми русскими поселенцами в вятских землях были новгородские переселенцы XIV, а не XII века. Мнение учёного было новым и не сразу было принято историческим сообществом. Современник Верещагина Н. А. Рожков придерживался прежней «вятичской теории» раннего происхождения поселений на Вятке. Постепенно новый взгляд на историю вятского края, разработанный вятским историком, стал в исторической науке общепризнанным.

### Критика теории позднего возникновения Вятки

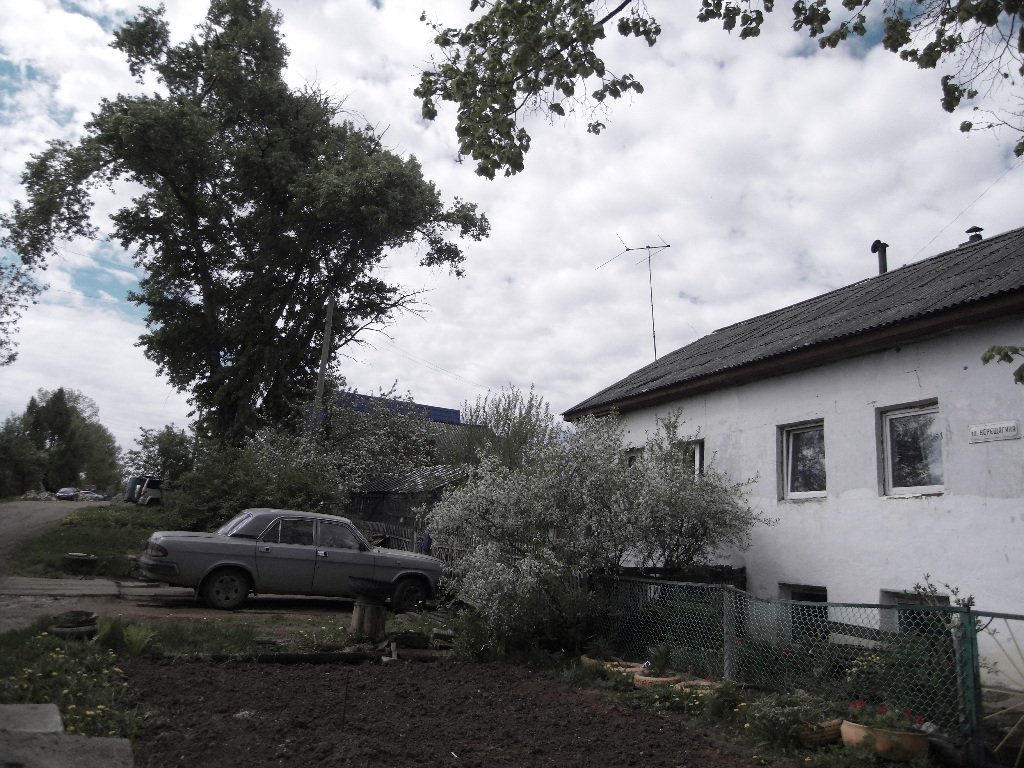
Одна из окраинных улиц Кирова вблизи Филейского кладбища названа именем Александра Верещагина

Кандидат исторических наук, секретарь Вятской епархии А. Г. Балыбердин подверг сомнению правильность выводов А. С. Верещагина. Как могло получиться, что год основания Вятки — 1374, указанный в самых разных русских летописях, в «Повести о стране Вятской» превратился в 1174 год? Зачем было сделано это искажение? Балыбердин обращается к мнению Верещагина, который обвиняет в подтасовке факта безымянного вятского книжника, пожелавшего изобразить историю своего края более древней и, стало быть, более славной. А. С. Верещагин писал:

Нельзя решительно утверждать, что в «Повести» 1174 год, вместо летописного 1374 года, поставлен не намеренно. Предисловие «Повести» (преисполненное баснями о знаменитости древних славян и их князей) в Толстовском списке прямо указывает на желание её составителя воспрославить своих вятских праотцев и связать их начальную историю с историей знаменитых новгородских древних славян… Кто знает — может быть, и наш составитель «Повести», по тем же побуждениям, букву летописного известия (6882 — 1374), обозначающую 800, заменил буквой, обозначающей 600 (6682 — 1174), и такой ничтожной, по-видимому, «поправкой» поход новгородцев на Вятку отнёс ко времени более раннему, чем он был, ровно на двести лет…— А. С. Верещагин, «Послесловие к Повести». // Труды ВУАК, 1905. — Вып. III, отд. 2. — С. 90.
Говоря обо всех обстоятельствах этого искажения истины, пишет А. Г. Балыбердин, Верещагин нигде не говорит о конкретном времени основания города Вятки. Под Вяткой как у летописца, так и у историков А. С. Верещагина и А. А. Спицына нужно понимать не один город, а всю территорию по берегам реки Вятка, вятскую землю в широком смысле. Сам древний город на реке Вятка именовался Хлынов, а не Вятка. Верещагин не писал о том, что город был основан новгородскими ушкуйниками. Всё это было додумано позднее, в начале 1970-х годов кировским профессором А. В. Эмаусским. По его гипотезе, в 1374 году новгородские ушкуйники основали именно город Вятку. Эта гипотеза пришлась на руку областному руководству Кировской области, которое решило в 1974 году пышно отметить 600-летие основания города Кирова и использовать юбилей для извлечения своей выгоды в виде получения финансовых преференций для Кировской области от центральных властей, пишет А. Г. Балыбердин.
Не обсуждая научную состоятельность гипотезы А. В. Эмаусского, областные власти добились награждения города Кирова орденом Трудового Красного знамени, строительства нескольких важных объектов, в том числе, областного Дворца пионеров. До окончания советского периода «Повесть о стране Вятской» считалась «тенденциозным сочинением русских церковников». Между тем, сам профессор Эмаусский в более поздних трудах писал, что «археологические материалы, местные предания и позднейшие записи вятских книжников свидетельствуют о том, что русская колонизация Вятского края началась в XI — начале XIII века… Поэтому не случайно в официальных вятских документах конца XVIII века годом основания Хлынова считался 1199 год» с тем уточнением, что первые новгородские поселения на Вятке тех лет следует считать не городами в привычном смысле, а небольшими посёлками, и заселение новых земель русскими ещё не было столь многочисленным.
Результаты исследований Л. П. Гуссаковского, Л. Д. Макарова, А. Л. Мусихина, профессора Сиэтлского университета Даниэля Кларка Уо, говорят о том, что русские поселения на Вятке существовали задолго до 1374 года. «Всё это, в совокупности, не могло не привести к переоценке научного наследия Верещагина и пересмотру устоявшихся взглядов на древнюю историю Вятской земли. Образно говоря, уже в наши дни Хлынов снова стал неизвестным городом. Оказалось, что мы до сих пор всё ещё не знаем ответа на главные вопросы: Когда, где, кем, как, с какой целью был основан наш город? Каково его первоначальное название? От кого ведут свой род современные вятчане и кировчане?», — пишет А. Г. Балыбердин.

## Библиография

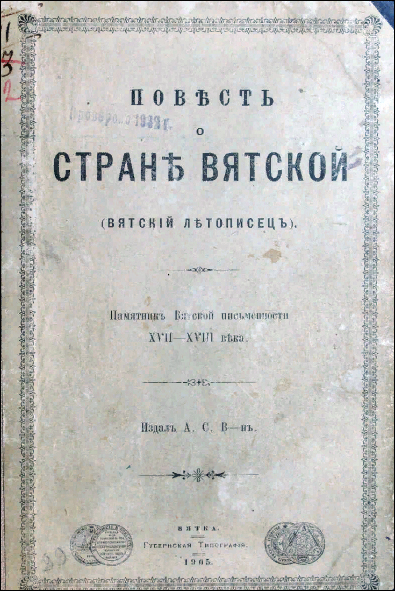
«Повесть о стране вятской», изданная Верещагиным в 1905 году